# Diospyros discolor
Mabolo, também conhecido como Kamagong e Maçã de veludo, é um planta do gênero Diospyros. Sua casca é coberta por um veludo fino, com um tom marrom-avermelhado, sua polpa é macia e cremosa, com uma coloração rosada, seu aroma e sabor se assemelham ao de um pêssego. Ela é nativa das Filipinas, Taiwan e Indonésia.

## Cultivo
É uma árvore tropical dióica que cresce bem em diversos tipos solos. Necessita de uma boa distribuição de chuvas ao longo do ano. Árvores originadas de sementes podem levar 6 ou 7 anos para dar frutos, mas árvores que foram propagadas por estaquia produzem frutos em 3 ou 4 anos. É uma árvore muito produtiva.
O fato de as frutas variarem muito - em forma, cor, pilosidade e sabor - sugere que há uma grande variação genética na planta. Existem cultivares sem sementes que são muito apreciados, pois nas variedades normais suas grandes sementes ocupam um volume considerável do fruto.

## Madeira
A madeira Kamagong é extremamente densa e maciça e é admirada por sua cor escura.
A madeira é geralmente utilizada na construção de casas que incluem pisos, portas e janelas. Produtos feitos com essa madeira, como móveis de luxo e objetos decorativos, podem ser exportados desde que devidamente documentados e aprovados pelas autoridades alfandegárias. Kamagong também é popular para instrumentos de treinamento de artes marciais , como bokkens e bastões de eskrima.

## Substâncias secundárias
Foi demonstrado que as folhas de mabolo contêm éter etil-terc-butílico.  Tanto o éter etil-terc-butílico quanto a mistura de amilina demonstraram atividade antimicrobiana contra Escherichia coli, Pseudomonas aeruginosa, Candida albicans, Staphylococcus aureus e Trichophyton mentagrophytes .  Propriedades anti-inflamatórias e analgésicas também foram demonstradas para a mistura de amilina isolada.

## Proteção
É uma espécie de árvore ameaçada de extinção e protegida pela lei filipina - é ilegal exportar madeira Kamagong do país sem permissão especial do "Departamento de Meio Ambiente e Recursos Naturais".

## Galeria

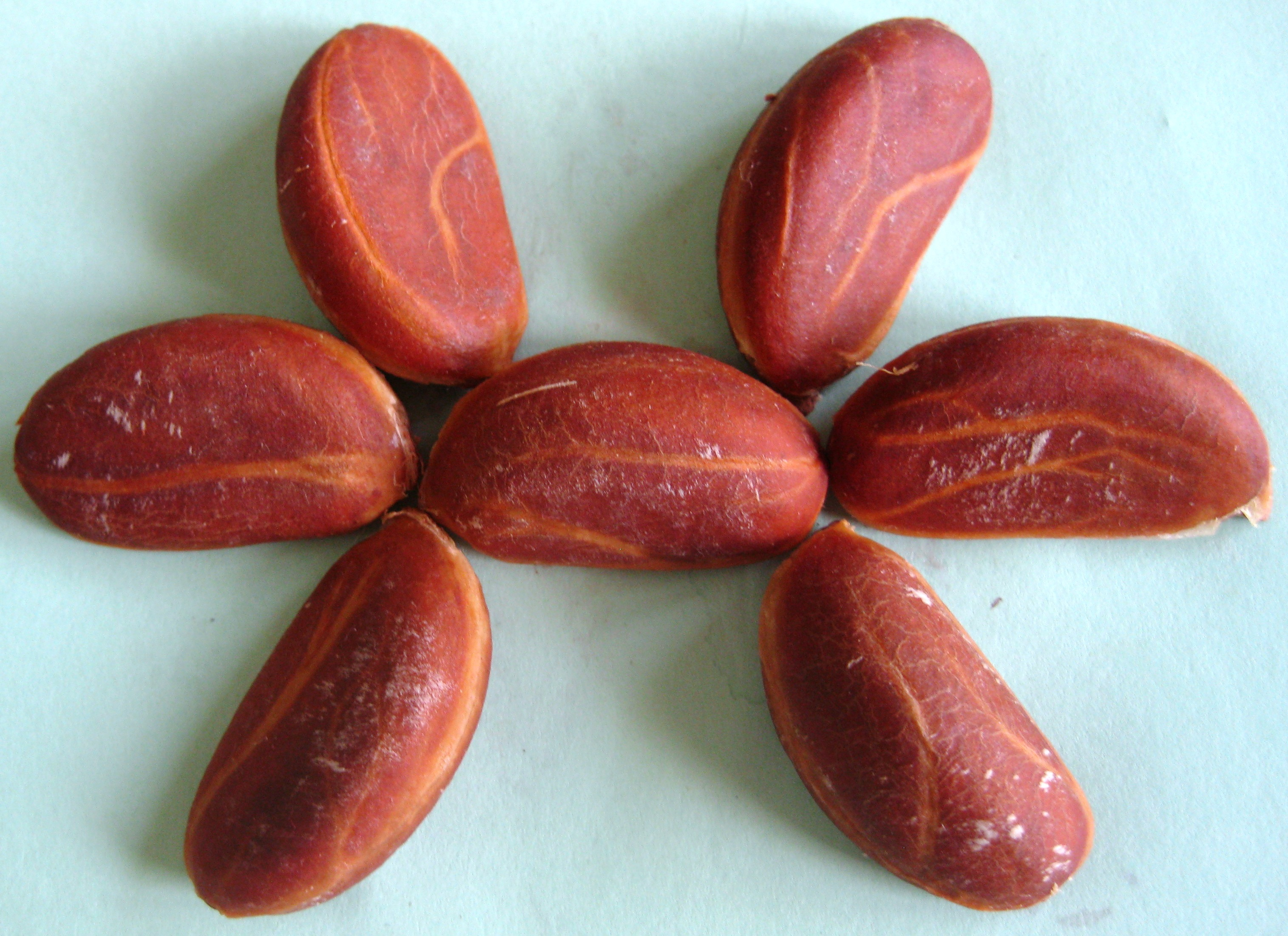
Sementes de Mabolo
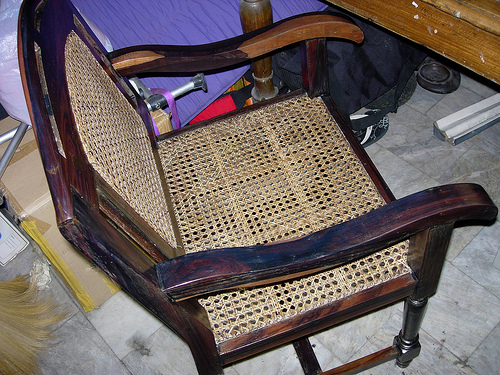
Uma cadeira Kamagong
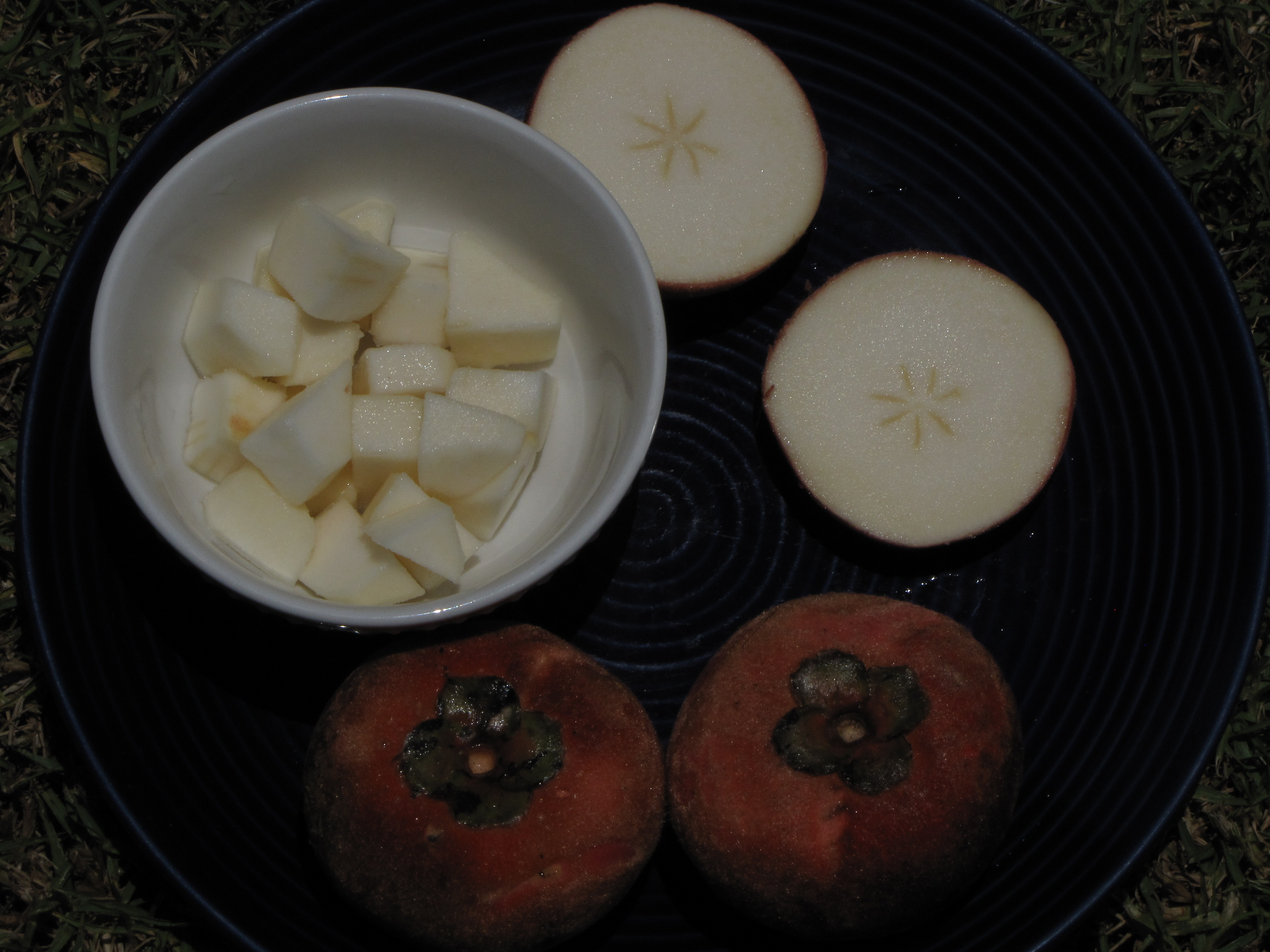
Mabolo em fatias
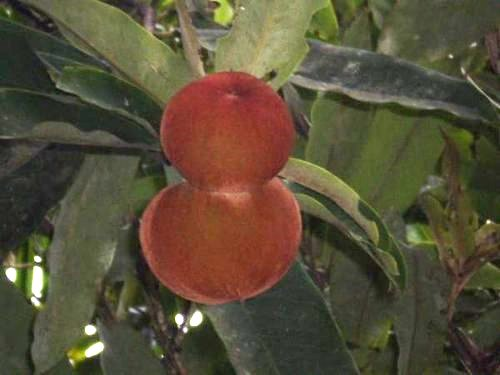
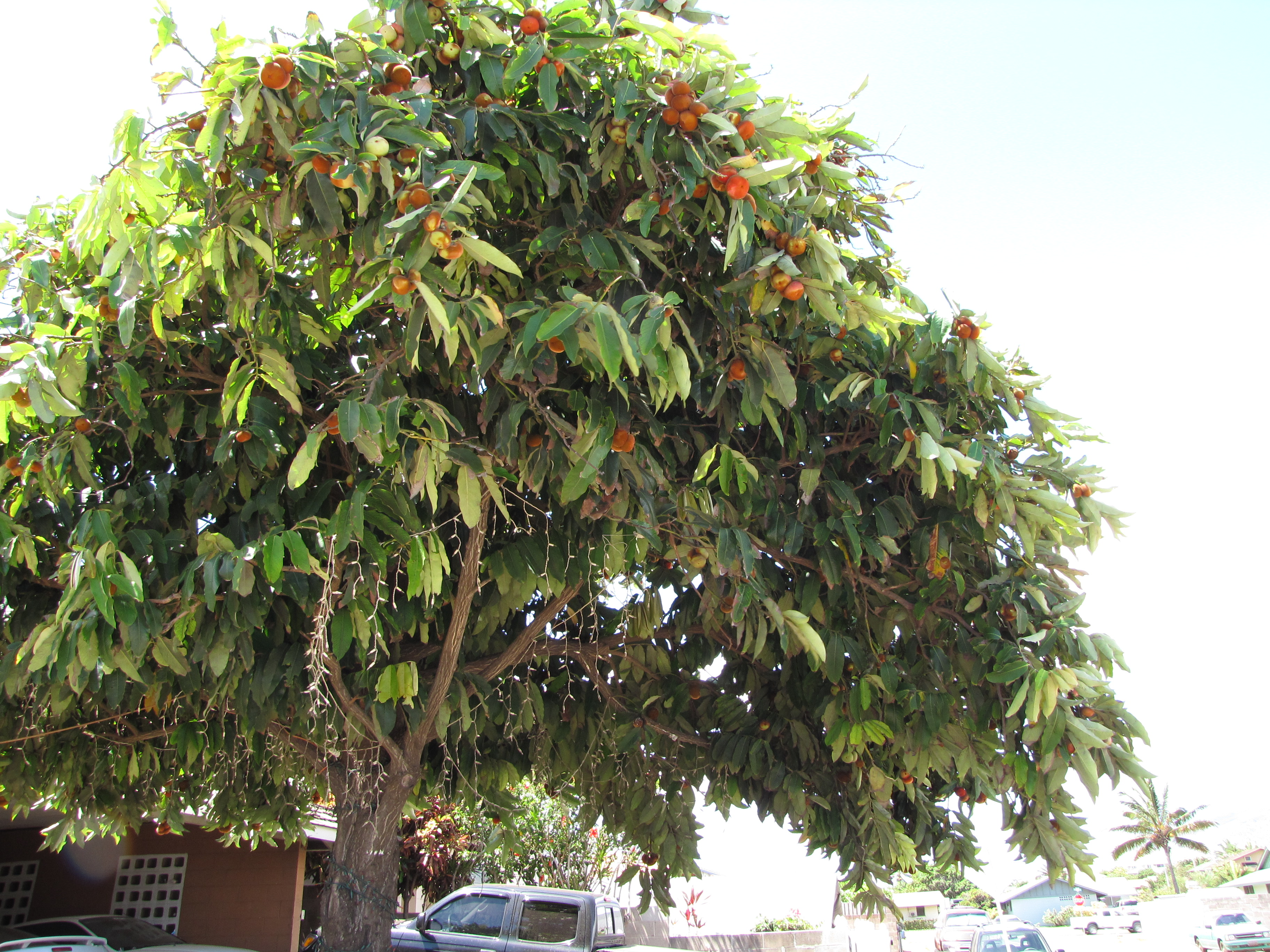
Uma árvore de mabolo